# Jugosłowiańskie Radio i Telewizja

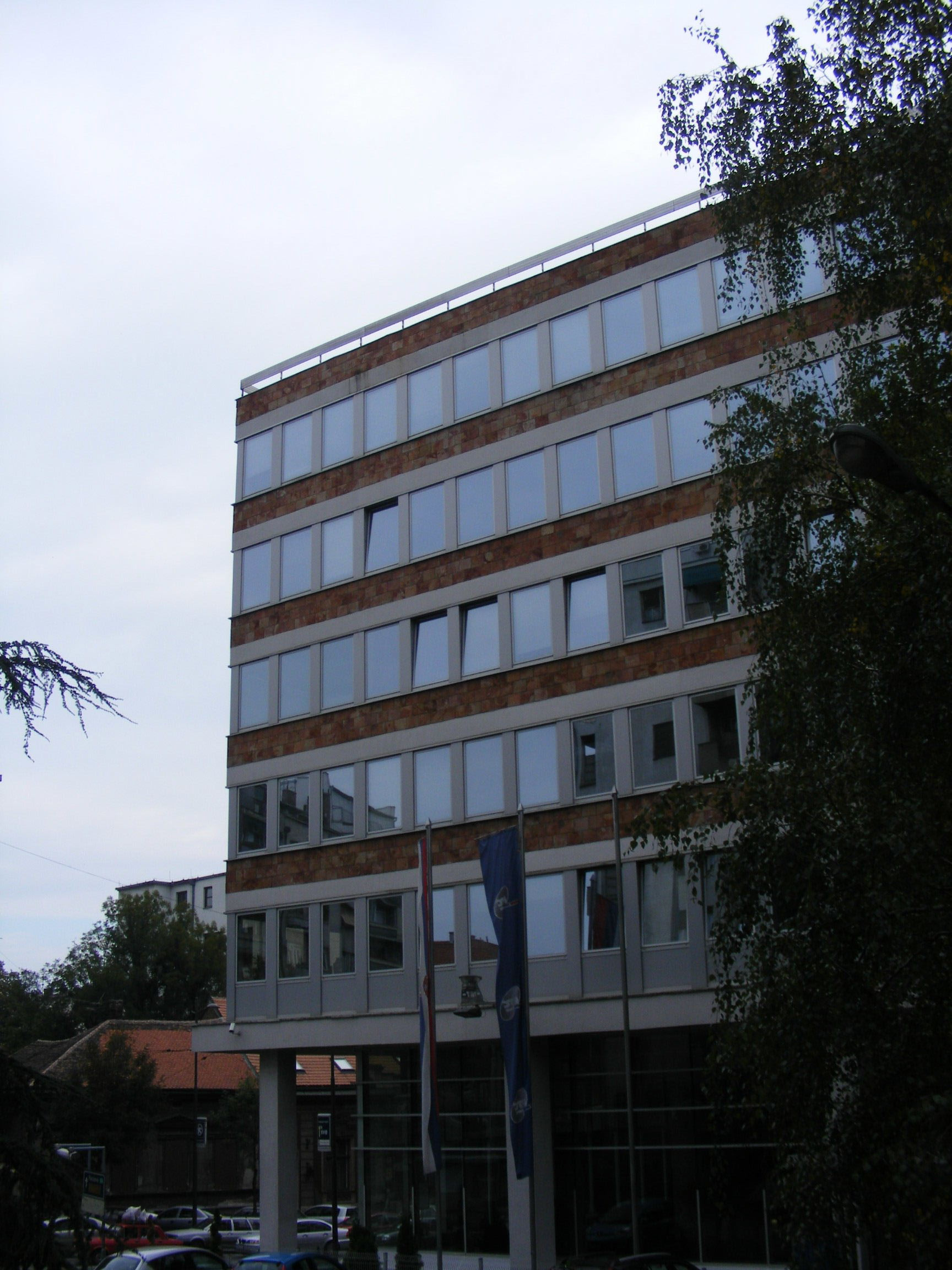
Dawna siedziba JRT na ulicy Takovska 10 w Belgradzie, obecnie siedziba RTS w 2007.

Jugosłowiańskie Radio i Telewizja (mac. Југословенска радиотелевизија; serb.-chorw. Jugoslavenska radiotelevizija / Југославенска радиотелевизија; słoweń. Jugoslovanska radiotelevizija), JRT/JРТ – jugosłowiański publiczny nadawca radiowo-telewizyjny, były członek Europejskiej Unii Nadawców. Powstał w 1956 roku.
JRT była jednym z nadawców założycieli Europejskiej Unii Nadawców.

## Zarządy federalne
JRT było podzielone na osiem federalnych zarządów. Każdy zarząd samodzielnie tworzył własne programy, a niektóre z nich obsługiwało kilka kanałów. System przestał istnieć podczas rozpadu Jugosławii, kiedy większość republik stała się niepodległymi państwami. W rezultacie, niegdyś regionalne ośrodki nadawcze stały się publicznymi nadawcami nowo niepodległych państw.
| Republika                 | Zarząd federalny JRT | Siedziba  | Data powstania | Obecny nadawca                              |
| ------------------------- | -------------------- | --------- | -------------- | ------------------------------------------- |
| SR Bośnia i Hercegowina   | RTV Sarajevo         | Sarajewo  | 1965           | Bosanskohercegovačka radiotelevizija (BHRT) |
| SR Chorwacja              | RTV Zagreb           | Zagrzeb   | 1956           | Hrvatska radiotelevizija (HRT)              |
| SR Czarnogóra             | RTV Titograd         | Titograd  | 1965           | Radiotelevizija Crne Gore (RTCG)            |
| SR Macedonia              | RTV Skopje           | Skopje    | 1964           | Makedonska radio televizija (MRT)           |
| SR Serbia                 | RTV Beograd          | Belgrad   | 1958           | Radio-Televizija Srbije (RTS)               |
| SR Słowenia               | RTV Ljubljana        | Lublana   | 1958           | Radiotelevizija Slovenija (RTVSLO)          |
| SPA Kosowo (SR Serbia)    | RTV Priština         | Prisztina | 1964           | Radio Televizioni i Kosovës (RTK)           |
| SPA Wojwodina (SR Serbia) | RTV Novi Sad         | Nowy Sad  | 1975           | Radio Televizija Vojvodine (RTV)            |

Tylko jeden z federalnych zarządów kanału istnieje do dziś w takiej samej formie prawnej, jak w latach 1956–2001  – RTV Priština, nadawca obejmujący tereny Kosowa. Nie nadaje jednak żadnego kanału i od 2009 roku nie posiada pracowników. RTV Priština została de facto zastąpiona jako krajowy nadawca publiczny przez Radio Televizioni i Kosovës (RTK).